# 自由巷
自由巷，掛牌設立於2012年（台灣解嚴25周年）8月，位於臺灣臺北市民權東路三段106巷3弄，全長365公尺、寬約6公尺，巷內有黨外政論雜誌《自由時代》周刊辦公室原址（現為鄭南榕基金會）。該刊創辦人鄭南榕因宣揚臺灣獨立運動（刊登「台灣共和國新憲法草案」）而接到涉嫌叛亂的法院傳票，他為了凸顯「爭取百分之百的言論自由」而於1989年4月7日拒捕自焚，此後被譽為「焚而不燬台灣魂」。11號3樓自焚所在的總編輯室保留至今，並於1999年12月10日「世界人權日」成立鄭南榕紀念館。

## 設立經過

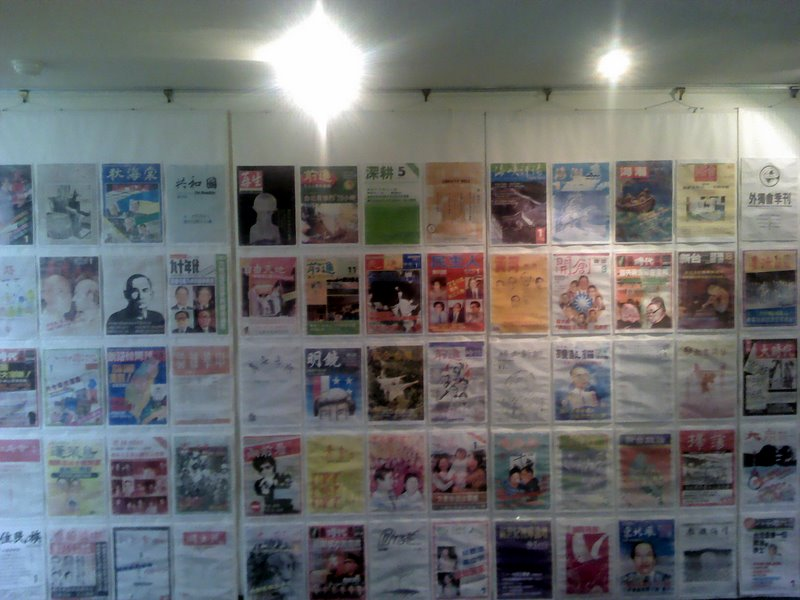
臺灣戒嚴時期各種短命的黨外雜誌

鄭南榕基金會推動爭取將鄭南榕自焚處的該巷設立別名自由巷，讓年輕世代不忘台灣爭取言論自由的艱辛。民主進步黨臺北市議員顏聖冠自三月起發起跨黨派連署提案，同年六月獲得台北市政府市政會議通過，民政局表示，鄭南榕「爭取言論自由，以身殉道，對台灣民主發展有相當貢獻，值得紀念」，因此比照2007年總統府前凱達格蘭大道反貪腐民主廣場標示牌的設立方式。民政局長黃呂錦茹說，言論自由及愛好民主都是普世價值，希望民眾珍惜自由民主的可貴。
葉菊蘭於8月21日掛牌儀式時表示，她為自由巷揭牌感到欣慰，鄭南榕以身殉道，是台灣歷史的一部分，也是家屬終生的痛與遺憾。此舉不是彰顯個人，鄭南榕只是個名字，自由是一個價值，人權則是文明社會追求的指標。
自由巷並非巷弄加掛路牌之首例，為表彰雲門舞集及《漢聲雜誌》的貢獻成就，北市府文化局已依「台北市藝文組織譽揚要點」分別設有「雲門巷」(復興北路二百三十一巷)與「漢聲巷」(八德路四段七十二巷十六弄)。

## 鄭南榕夫妻與郝家父子
台北市長郝龍斌表示，同意加掛紀念路牌不只因鄭南榕遺孀葉菊蘭是他很尊敬的朋友，更出於對鄭南榕的尊敬與貢獻，以及基於言論自由已是普世價值，他以台北市長身分很願意在符合法規的前提下積極促成，希望此舉能成為台灣民主教育的資產。
事實上，當年少數有權在鄭南榕留守自囚辦公室多日後拍板定案指示軍方（憲兵）和警察攻堅衝入雜誌社者正包括郝龍斌的父親——當時已出任參謀總長七年多而權勢如日中天、接受《遠見雜誌》訪問時自稱「覺得目前（與甫繼任總統的李登輝、財經背景的行政院長俞國華、中國國民黨秘書長李煥）配合協調得還蠻好的」的郝柏村。並未加入民進黨的鄭南榕生前常以政論文字抨擊「軍頭郝柏村」的黨軍意識、強人干政、任期一再延長破壞軍中體制而甚遭掌權的黨政軍特高層忌憚。
當時只能在記者會上籲請媒體「公正報導」這起事件的葉菊蘭則因鄭南榕為「百分之百不打折的言論自由」殉道而由廣告界投身政治，於同年底在臺北市南區當選為立法委員。任內強力監督於1990年上任的郝柏村內閣，其間並揭露質詢郝柏村紊亂體制、每月在行政院召集參謀總長至軍團司令等高級將領開軍事會議（卻刻意排除文人國防部長陳履安），破壞軍政軍令分立，侵犯總統的統帥權。
葉菊蘭於2000年政黨輪替後入閣擔任交通部長，行政院長是曾任參謀總長與國防部長的唐飛。葉菊蘭在張俊雄與游錫堃內閣擔任客家委員會主委時，郝龍斌是環保署署長。葉菊蘭之後陸續成為行政院副院長、任務型國民大會議長、總統府秘書長，都是第一位出任這些職務的女性。

## 外部連結
- 鄭南榕基金會
- 鄭南榕紀念館
- 叛逆。自由！100% Freedom （页面存档备份，存于）, 鄭南榕－Facebook粉絲專頁